# Piotr Polczak
Piotr Pawel Polczak (sinh ngày 25 tháng 8 năm 1986) là một cầu thủ bóng đá người Ba Lan thi đấu ở vị trí trung vệ cho câu lạc bộ România Astra Giurgiu.

## Sự nghiệp câu lạc bộ
Vào tháng 2 năm 2011, anh gia nhập câu lạc bộ Nga Terek Grozny với bản hợp đồng 3,5 năm.
Ngày 3 tháng 7 năm 2017 anh ký hợp đồng với đội bóng România Astra Giurgiu.

## Sự nghiệp quốc tế
Anh có màn ra mắt cho đội tuyển quốc gia Ba Lan trong trận giao hữu với Ukraina ngày 20 tháng 8 năm 2008.